# Désobéissance (film, 2017)
Pour les articles homonymes, voir Désobéissance.
Pour plus de détails, voir Fiche technique et Distribution.
Désobéissance (Disobedience) est un film britannico-américano-irlandais réalisé par Sebastián Lelio, sorti en 2017,,,.

## Synopsis
Ronit est une jeune femme indépendante qui travaille comme photographe aux États-Unis. Elle a grandi à Londres dans un milieu juif orthodoxe qu'elle a fui il y a plusieurs années. À la mort de son père rabbin, Ronit retourne à Londres pour assister à ses funérailles. La sévère communauté juive est troublée par sa réapparition, mais aussi par les sentiments qu'elle éprouve toujours pour sa meilleure amie Esti. Cette dernière répond à ses sentiments, bien qu'elle soit mariée à un futur rabbin.

## Fiche technique
- Titre original : Disobedience
- Titre français : Désobéissance
- Réalisation : Sebastián Lelio
- Scénario : Sebastián Lelio, Rebecca Lenkiewicz, Naomi Alderman (Roman)
- Musique : Matthew Herbert
- Production : Ed Guiney, Frida Torresblanco, Rachel Weisz
- Société de production : Braven Films, Element Pictures
- Société de distribution : Mars Films
- Pays d'origine :  États-Unis,  Royaume-Uni et  Irlande
- Langue : Anglais
- Genre : Film dramatique lesbien
- Format :
- Durée : 114 minutes
- Dates de sortie :
  -  Canada : 10 septembre 2017 au Festival international du film de Toronto (tiff)
  -  États-Unis : 27 avril 2018
  -  Royaume-Uni : 4 mai 2018
  -  France : 13 juin 2018
- Classification : tous publics en France[5]

## Distribution
- Rachel McAdams (VFB : Audrey D'Hulstère) : Esti Kuperman
- Rachel Weisz (VFB : Marcha Van Boven) : Ronit Krushka
- Alessandro Nivola (VFB : Nicolas Matthys) : Rabbi Dovid Kuperman
- Anton Lesser : Rav Krushka
- Bernice Stegers (VFB : Nathalie Hons) : tante Fruma
- Allan Corduner (VFB : Martin Spinhayer) : oncle Moshe
- Nicholas Woodeson (VFB : Benoît Van Dorslaer) : Rabbi Goldfarb
- Liza Sadovy (VFB : France Bastoen) : Rebbetzin Goldfarb
- Clara Francis : Hinda
- Mark Stobbart : Lev
- Caroline Gruber : Hannah Shapiro
- Alexis Zegerman : Riuka

Version Française

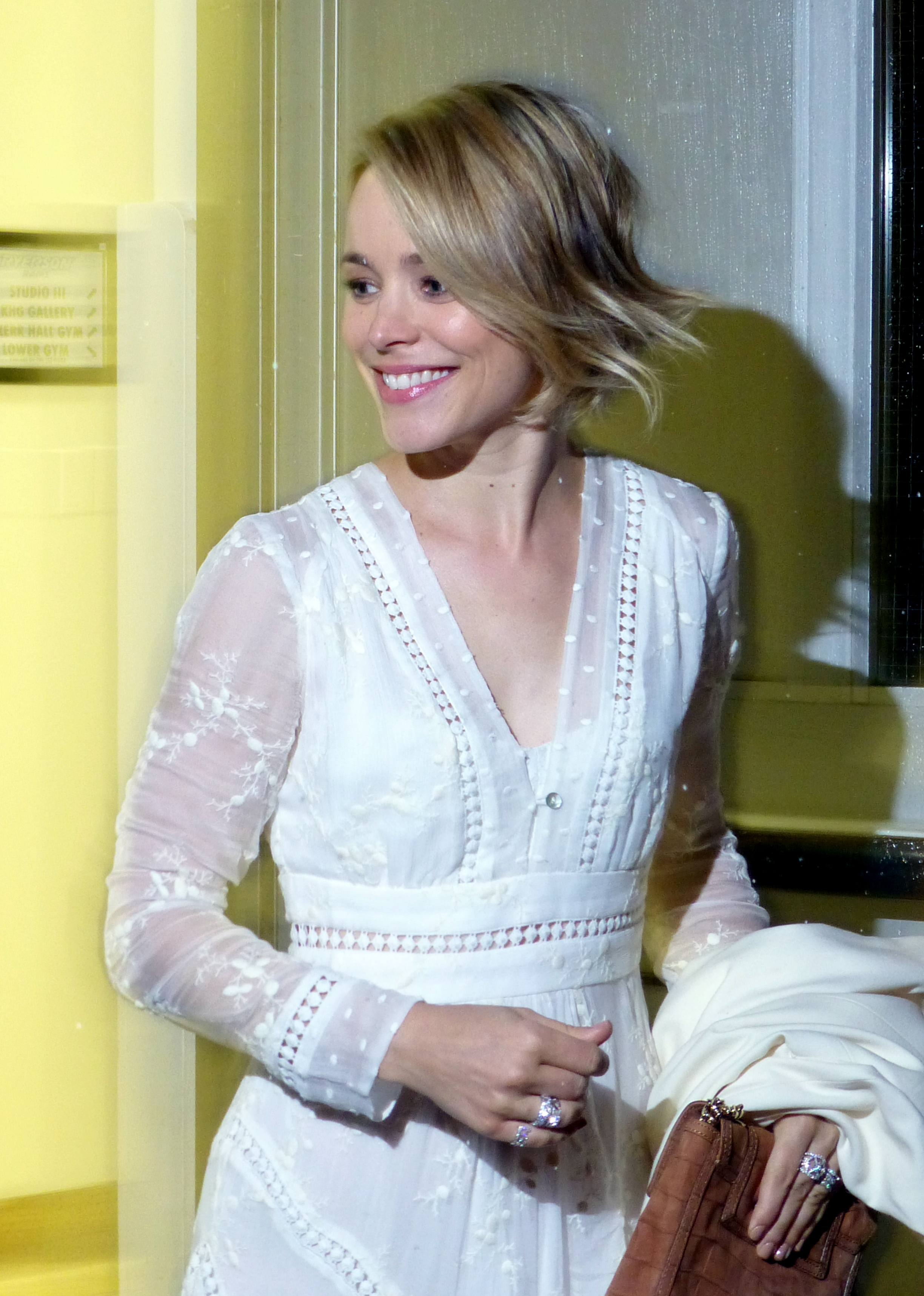
L'actrice principale Rachel McAdams au Festival du Film de Toronto 2015.

- Société de doublage : Hiventy Belgique
- Direction Artistique : Raphaël Anciaux
- Adaptation : Nelson Calderon et Pascal Strippoli

Source et légende : Version française (VF) sur carton du doublage français

## Sortie

### Box-office
| Pays ou région | Box-office     | Date d'arrêt du box-office | Nombre de semaines |
| -------------- | -------------- | -------------------------- | ------------------ |
| États-Unis     | 3 383 802 $    | 19 juin 2018               | en cours           |
| France         | 49 119 entrées | 19 juin 2018               | en cours           |
| Mondial        | 4 252 156 $    |                            |                    |

### Accueil critique
En France, le site Allociné recense une moyenne des critiques presse de 3,6/5, et des critiques spectateurs à 3,3/5.
La presse est plutôt enthousiaste. Frédéric Strauss pour Télérama est très positif : « Avec cette distribution des rôles, les chocs sont inévitables, violents. Mais c’est, au contraire, la note feutrée du meilleur cinéma intimiste qui l’emporte dans "Désobéissance". ».

## Récompenses et distinctions

### Sélections
- Festival international du film de Toronto 2017 : en sélection en section Special Presentations.
- Festival du film de Cabourg 2018 : sélection en compétition.

Nominations : 
- British independant film Award 2019 : Meilleure actrice pour Rachel Weisz